# Antón Arieta
Antón Arieta-Araunabeña Piedra, noto anche come Arieta II, (Durango, 6 gennaio 1946 – 7 maggio 2022), è stato un calciatore spagnolo.

## Carriera

### Club
Fratello minore di Eneko Arieta, storico goleador basco, cresce anch'egli nella florida cantera dell'Athletic Bilbao, con cui esordisce con la prima squadra il 13 settembre 1964 nella partita Athletic-Elche 2-1. Milita quindi per undici stagioni con i rojiblancos con cui disputa 358 incontri (261 di campionato), siglando 83 reti e vincendo due coppe del generalìsimo.
Nel 1974 passa all'Hercules, con cui conclude la carriera due anni più tardi.

### Nazionale
Conta sette presenze con la Nazionale di calcio della Spagna, con la quale ha segnato 4 reti.
Il suo esordio con le Furie rosse risale all'11 febbraio 1970 in Spagna-Germania 2-0, partita in cui realizza entrambe le reti.

## Palmarès

### Club

#### Competizioni nazionali
- Coppa di Spagna: 2

Athletic Club: 1969, 1973

#### Competizioni internazionali
- Pequeña Copa del Mundo: 1

Athletic Club: 1967